# Penglai (Yantai)

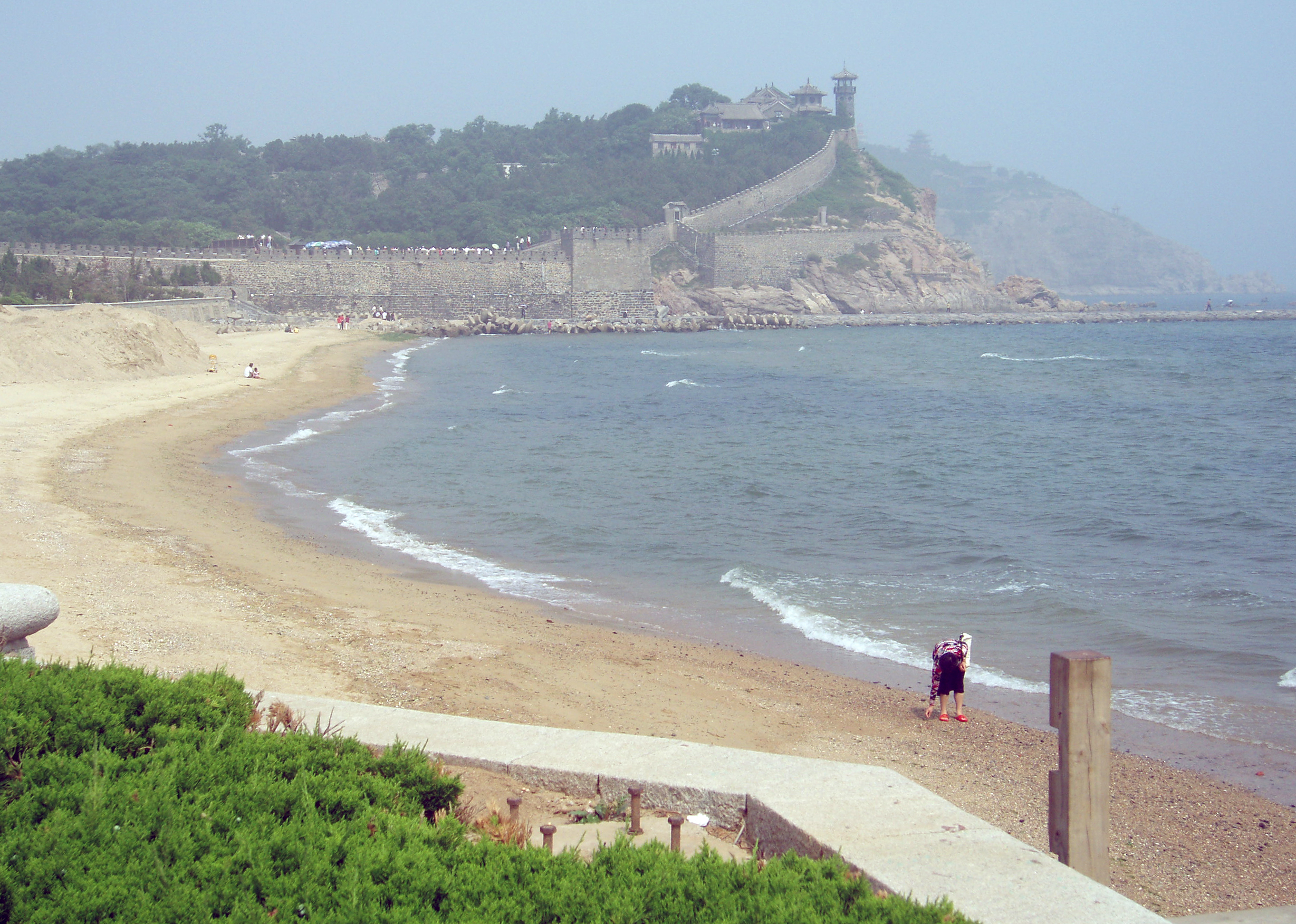
Penglai-Pavilion

Penglai (chinesisch 蓬萊區 / 蓬莱区, Pinyin Pénglái Qū) ist ein Stadtbezirk der bezirksfreien Stadt Yantai in der ostchinesischen Provinz Shandong.
Penglai ist der nördlichste Teil des festländischen Teils der bezirksfreien Stadt Yantai und liegt in der Mitte Yantais. Abgesehen von der Bohai-See im Norden liegt Penglai westlich des Stadtbezirks Fushan, östlich der kreisfreien Stadt Longkou und nördlich der kreisfreien Stadt Qixia. 
Penglai hat eine Fläche von 1.129 km² und ca. 480.000 Einwohner (2001), von denen mehr als 80 % in der Landwirtschaft tätig sind.
Penglai setzt sich seit der Gemeindereform vom 5. Juni 2020 aus sechs Straßenvierteln und acht Großgemeinden und sechs Gemeinden zusammen:
- Straßenviertel Dengzhou (登州街道), Regierungssitz des Stadtbezirks;
- Straßenviertel Zijingshan (紫荆山街道);
- Straßenviertel Xingang (新港街道);
- Straßenviertel Nanwang (南王街道);
- Straßenviertel Penglaige (蓬莱阁街道);
- Straßenviertel Nanchangshan (南长山街道);
- Großgemeinde Daxindian (大辛店镇);
- Großgemeinde Beigou (北沟镇);
- Großgemeinde Liujiagou (刘家沟镇);
- Großgemeinde Daliuxing (大柳行镇);
- Großgemeinde Cunliji (村里集镇);
- Großgemeinde Xiaomenjia (小门家镇);
- Großgemeinde Chaoshui (潮水镇);
- Großgemeinde Tuoji (砣矶镇);
- Gemeinde Beichangshan (北长山乡);
- Gemeinde Daqindao (大钦岛乡);
- Gemeinde Xiaoqindao (小钦岛乡);
- Gemeinde Heishan (黑山乡);
- Gemeinde Beihuangcheng (北隍城乡);
- Gemeinde Nanhuangcheng (南隍城乡)

## Persönlichkeiten
- Feng Bin (* 1994), Diskuswerferin